# Ionești (Vâlcea)
Pour les articles homonymes, voir Ionești.
Ionești est une commune du județ de Vâlcea en Roumanie.